# Scott Morrison
Scott Morrison, född 13 maj 1968 i Waverley i New South Wales, är en australisk politiker som var Australiens premiärminister från den 24 augusti 2018 till den 23 maj 2022.
I augusti 2018 utmanade Peter Dutton Malcolm Turnbull för ledningen av Australiens liberala parti på grund av missnöje från partiets konservativa vinge. Turnbull besegrade Dutton i en ledarskapsröstning, men spänningarna fortsatte att öka och partiet röstade för att hålla en andra omröstning; Turnbull valde att inte vara kandidat. I den andra omröstningen framstod Morrison som en kompromisskandidat, Morrison  besegrade Dutton och Julie Bishop för att bli ledare för det liberala partiet och premiärminister.

## Privatliv
Morrison började träffa Jenny Warren när de båda var 16 år. De gifte sig när de var 21 år och har två döttrar tillsammans.